# Mark Moses
Mark W. Moses (ur. 24 lutego 1958 w Nowym Jorku)) – amerykański aktor. Wystąpił w roli Paula Younga w serialu ABC Gotowe na wszystko (2004–2011) i jako Herman „Duck” Phillips w serii AMC Mad Men (2007-2014).

## Filmografia

### Filmy
- 1986: Pluton jako porucznik Wolfe
- 1987: Osaczona jako Win Hockings
- 1988: Żywi lub martwi (The Tracker, TV) jako Tom Adams
- 1989: Urodzony 4 lipca jako optymistyczny doktor
- 1991: The Doors jako Jac Holzman
- 1993: Gettysburg jako sierżant Owen
- 1994: Pocałunek na dobranoc (A Kiss Goodnight, TV) jako Michael Turner
- 1997: Just in Time jako Michael Bedford
- 1997: Śmiałkowie (Rough Riders, TV) jako Woodbury Kane
- 1998: Dzień zagłady jako Tim Urbanski
- 1999: Ostatni bohater (One Man's Hero) jako Benton Lacy
- 2001: Lot w kosmos (Race to Space) jako Alan Shepard
- 2002: Czerwony smok jako ojciec z kasety wideo
- 2004: Po zachodzie słońca jako agent FBI
- 2005: Sposób na teściową jako facet w sklepie z kawą
- 2006: Agent XXL 2 jako Tom Fuller, główny podejrzany
- 2006: Listy z Iwo Jimy jako amerykański oficer
- 2012: Przyjaciel do końca świata jako Anchorman
- 2013: Cesar Chavez jako Fred Moss
- 2016: Fear, Inc. jako Abe
- 2019: Gorący temat jako Bill Shine

### Seriale TV
- 1985: Północ Południe jako młody Ulysses Grant
- 1986: Family Ties jako Rick Albert
- 1990: Złotka (The Golden Girls) jako David
- 1990: Matlock jako Donald Ware
- 1991: Detektyw w sutannie jako porucznik Foster
- 1994: Diagnoza morderstwo jako Robin Westlin
- 1995: Ich pięcioro jako Ben Atkins
- 1995: Ostatni do wzięcia (The Single Guy) jako Matt Parker
- 1995: Diagnoza morderstwo jako Stuart Tyler
- 1998: Szpital Dobrej Nadziei (Chicago Hope) jako Ron Greenfield
- 1999: Baza Pensacola jako agent Margolis
- 1999: Sprawy rodzinne
- 1999: Dotyk anioła jako Seth
- 1999: Star Trek: Voyager jako Naroq
- 1999: Wiecie, jak jest... jako Fred Swedlowe
- 2000: Potyczki Amy jako Mark Pruitt
- 2000: JAG – Wojskowe Biuro Śledcze jako Deke Carson
- 2000: CSI: Kryminalne zagadki Las Vegas jako Scott Shelton
- 2001: Star Trek: Enterprise jako Henry Archer
- 2001–2002: Ally McBeal jako zastępca prokuratora okręgowego
- 2002: Powrót do Providence
- 2002: Lekarze marzeń jako Nathan
- 2002: Puls miasta jako Don Schneider
- 2003: Kancelaria adwokacka (The Practice) jako Henry Winslow
- 2003: Siódme niebo jako Don Smith
- 2003: Prezydencki poker jako Donald Richter
- 2003: Las Vegas jako dr Miles Marks
- 2003: Ostry dyżur jako pan Marks
- 2004: Bez pardonu jako Richard Lowe
- 2004: Zwariowany świat Malcolma jako Richard
- 2004: Nowojorscy gliniarze jako Andrew Moss
- 2004: Oliver i przyjaciele jako dr Herbert
- 2004–2011: Gotowe na wszystko jako Paul Young
- 2007: Bez śladu jako Rob Darcy
- 2007–2008: Orły z Bostonu jako George McDougal A.D.A.
- 2007-2014: Mad Men jako Herman „Duck” Phillips
- 2008: Prawo i porządek: sekcja specjalna jako James Grall
- 2008: Jej Szerokość Afrodyta jako Joe Dopkins
- 2018: Chirurdzy jako dr Larry Maxwell
- 2017: Prawo i porządek: sekcja specjalna jako George Thanos
- 2019: The Code jako pułkownik Wesley Riggle
- 2020: Deputy jako Jerry London